# حالا نوبت می‌رسه به دامار
حالا نوبت می‌رسه به دامار (دانمارکی: Nu går den på Dagmar) یک فیلم کمدی دانمارکی است که در سال ۱۹۷۲ منتشر شد.

## گزیدهٔ بازیگران
- یورگن رویگ
- گابریل آکسل
- جودی گرینگر
- پربن مارت
- ورنر هیمن